# TP Mystère
El TP Mystère es un equipo de fútbol de Congo-Brazzaville que juega en la Segunda División del Congo, la segunda liga de fútbol más importante del país.

## Historia
Fue fundado en la capital Brazzaville y ya han jugado en la Primera División del Congo, en la cual su mejor resultado ha sido un subcampeonato en la temporada de 1999.
A nivel internacional han participado en un torneo continental, en la Copa CAF 2000, en la que fueron eliminados en la primera ronda por el Cotonsport Garoua de Camerún.

## Participación en competiciones de la CAF
| Temporada | Torneo   | Ronda | Club       | Casa | Visita | Global |
| --------- | -------- | ----- | ---------- | ---- | ------ | ------ |
| 2000      | Copa CAF | 1     | Cotonsport | 1-2  | 0-2    | 1-4    |

## Jugadores destacados
- Modeste Eta[1]